# Белицкий сельсовет (Гродненская область)
Белицкий сельсовет (бел. Беліцкі сельсавет) — административная единица на территории Лидского района Гродненской области Белоруссии. Административный центр —  агрогородок Белица.

## История
Образован 12 октября 1940 года в составе Лидского района Барановичской области БССР. С 20 сентября 1944 года в составе Гродненской области. 16 июля 1954 года к сельсовету присоединена территория упразднённого Нетецкого сельсовета. 26 июня 1965 года к сельсовету присоединена территория упразднённого Поречского сельсовета (9 населённых пунктов: Бояры-Смолодские, Збляны, Красная, Лозяны, Лайковщина, Поречье, Пацуки, Пищевцы и Сидоровцы. 
26 сентября 2016 года к сельсовету присоединена территория упразднённого Песковского сельсовета (11 населённых пунктов: агрогородок Песковцы, деревни Андрашовщина, Белевцы, Бутилы, Ванги, Корытница, Мостовляны, Моцевичи, Понемонцы, Чеховщина, Шавдини).
1 декабря 2019 года деревня Корытница была исключена из Белицкого сельсовета и передана в состав Поречского сельсовета Дятловского района.

## Состав
Белицкий сельсовет включает 30 населённых пунктов:
- Андрашовщина — деревня.
- Белевцы — деревня.
- Белица — агрогородок.
- Бояры-Смолодские — деревня.
- Бутилы — деревня.
- Ванги — деревня.
- Грушевник — деревня.
- Збляны — деревня.
- Збляны — хутор.
- Клюковичи — деревня.
- Красная — деревня.
- Кривичи — деревня.
- Лайковщина — агрогородок.
- Лозяны — деревня.
- Мостовляны — деревня.
- Мотевичи — деревня.
- Осово — деревня.
- Пацуки — деревня.
- Песковцы — агрогородок.
- Пищевцы — деревня.
- Понемонцы — деревня.
- Поречье — деревня.
- Сидоровцы — деревня.
- Стоки — деревня.
- Табола — деревня.
- Тосино — деревня.
- Чаплевщизна — деревня.
- Чеховщина — деревня.
- Шавдини — деревня.
- Ямонты — деревня.